# Luciano Alberti
Luciano Alberti (Belluno, 25 agosto 1932 – 15 luglio 2021) è stato un bobbista e hockeista su ghiaccio italiano.

## Biografia
Atleta ampezzano attivo a cavallo tra gli anni 1950 e 1960, per quattro anni fece parte della Nazionale di bob dell'Italia ottenendo ottimi risultati.
In coppia con Sergio Zardini con il bob a due, vinse la medaglia d'argento ai Campionati mondiali di bob 1959 a Sankt Moritz e il bronzo ai Campionati mondiali di bob 1960 a Cortina d'Ampezzo.
Vinse cinque medaglie ai Campionati italiani di bob: con il bob a quattro ottenne un bronzo nel 1983, mentre con il bob a due fu argento nel 1959 e bronzo nel 1958, 1963 e 1964.
Hockeista della Sportivi Ghiaccio Cortina, vinse il Campionato italiano di hockey su ghiaccio 1956-1957.